# Trịnh Xuân Hoàng
Trịnh Xuân Hoàng (sinh ngày 6 tháng 11 năm 2000) là một cầu thủ bóng đá chuyên nghiệp người Việt Nam, chơi ở vị trí thủ môn cho câu lạc bộ V League 1 Đông Á Thanh Hóa.

## Sự nghiệp câu lạc bộ

### Thanh Hóa
Trịnh Xuân Hoàng được đôn lên từ đội trẻ Thanh Hóa vào giữa năm 2020 để thi đấu trong mùa giải 2020. Trận bắt chính đàu tiên của anh là trận gặp SHB Đà Nẵng ngày 6 tháng 7 năm 2020. Với sự non kinh nghiệm cũng như hàng thủ đội bóng chơi không thực sự tốt, anh để thủng lưới 3 bàn và đội thua tỉ số 0-3 trên san nhà. Sau đó là những lần ngồi dự bị và không được đăng kí. Anh được ra sân thêm 1 lần nữa vào ngày 31 tháng 10 năm 2022, vẫn là đội SHB Đà Nẵng và tiếp tục thủng lưới 3 bàn, nhưng lần này đội bóng có tỉ số hòa 3-3.
Dưới sự dẫn dắt của huấn luyện viên Petrovic và trợ lý năm 2021 và 2022, Hoàng thi đấu tròn vai và thể hiện được phẩm chất tốt của 1 thủ môn. Kết thúc mùa giải 2022, Xuân Hoàng thi đấu 5 trận trên mọi mặt trận và đạt huy chương đồng Cúp Quốc gia 2022 cùng đội bóng.
Sang mùa giải 2023, Xuân Hoàng có tên trong danh sách đăng kí thi đấu của đội ngay từ đầu nhưng chưa được ra sân nhiều và chưa chiếm được lòng tin tưởng của huấn luyện viên mới Velizar Popov, 1 phần nữa là thủ thành Thanh Diệp thi đấu rất xuất sắc. Anh được ra sân từ vòng 8 sau khi thủ thành chính của đội là Thanh Diệp dính chấn thương sau khi vòng 7 kết thúc. Kết thúc mùa giải, anh có cho mình chiếc Cúp Quốc gia 2023 cùng đội bóng.
Mùa giải V-League 2023/24 đang chứng kiến sự vươn lên mạnh mẽ của thủ môn sinh năm 2001, Trịnh Xuân Hoàng trong màu áo CLB Đông Á Thanh Hóa. Từ chỗ là thủ môn dự bị cho đàn anh Nguyễn Thanh Diệp, Xuân Hoàng được HLV Velizar Popov tin tưởng sử dụng từ đầu tại V-League. Khi Thanh Diệp dính chấn thương sau trận Siêu Cúp Quốc Gia 2023 và tiếp đến là trận đấu vòng 5 gặp Bình Định, thủ thành mang áo số 67 nghiễm nhiên trở thành lựa chọn số 1 của đội bóng xứ Thanh. Anh được lựa chọn bắt chính liên tục trong khung gỗ câu lạc bộ Đông Á Thanh Hóa. HIện tại đã có 15 trận bắt chính tại V League và 1 trận tại Cúp Quốc gia 2023-24.

## Sự nghiệp quốc tế
Với thể hình, kỹ năng bắt bóng tốt, có tiềm năng để phát triển, HLV Park Hang Seo đã sớm gọi Xuân Hoàng lên đội tuyển U22 Việt Nam chuẩn bị cho SEA Games 31 và đặc biệt là vòng loại giải U23 châu Á 2022. Trận U23 Việt Nam thắng U23 Thái Lan 1-0 là lần đầu tiên thủ môn Trịnh Xuân Hoàng có cơ hội xuất phát ngay từ đầu do thủ môn số 1 Y Êli Niê không thể thi đấu do nhiễm Covid-19. Trong trận đấu này, thủ môn trẻ của Đông Á Thanh Hóa đã tỏa sáng rực rỡ trong màu áo U23 Việt Nam. Thủ môn Trịnh Xuân Hoàng đã truyền đi thông điệp xúc động khi chúc các đồng đội sớm chiến thắng dịch Covid-19. Cụ thể, anh đã khoe dòng chữ được viết trên áo: “Sớm khỏe nhé các đồng đội của tôi”, như lời động viên đầy cảm xúc đến các đồng đội đang phải cách ly điều trị Covid-19.

## Thống kê sự nghiệp

### Câu lạc bộ
Tính đến 22 tháng 7 năm 2023
| Câu lạc bộ       | Mùa giải  | Giải đấu   | Giải đấu | Giải đấu | Cúp Quốc gia | Cúp Quốc gia | Khác | Khác | Tổng cộng | Tổng cộng |
| Câu lạc bộ       | Mùa giải  | Hạng       | Trận     | Bàn      | Trận         | Bàn          | Trận | Bàn  | Trận      | Bàn       |
| ---------------- | --------- | ---------- | -------- | -------- | ------------ | ------------ | ---- | ---- | --------- | --------- |
| Đông Á Thanh Hóa | 2020      | V League 1 | 2        | 0        | —            | —            | —    | —    | 2         | 0         |
| Đông Á Thanh Hóa | 2021      | V League 1 | 1        | 0        | 1            | 0            | —    | —    | 2         | 0         |
| Đông Á Thanh Hóa | 2022      | V League 1 | 3        | 0        | 2            | 0            | —    | —    | 5         | 0         |
| Đông Á Thanh Hóa | 2023      | V League 1 | 4        | 0        | 1            | 0            | —    | —    | 5         | 0         |
| Đông Á Thanh Hóa | 2023-24   | V League 1 | 15       | 0        | 1            | 0            | 0    | 0    | 16        | 0         |
| Tổng cộng        | Tổng cộng | Tổng cộng  | 25       | 0        | 5            | 0            | 0    | 0    | 30        | 0         |

## Thành tích

### Câu lạc bộ
Đông Á Thanh Hóa
- Cúp Quốc gia:

 Vô địch: 2023
 Hạng 3: 2022
- Siêu cúp quốc gia:

 Vô địch: 2023